# Prsní dvorec

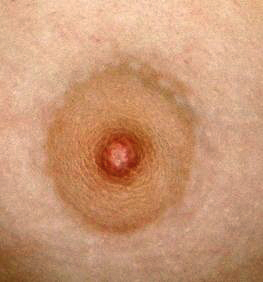
Bradavka a prsní dvorec ženy

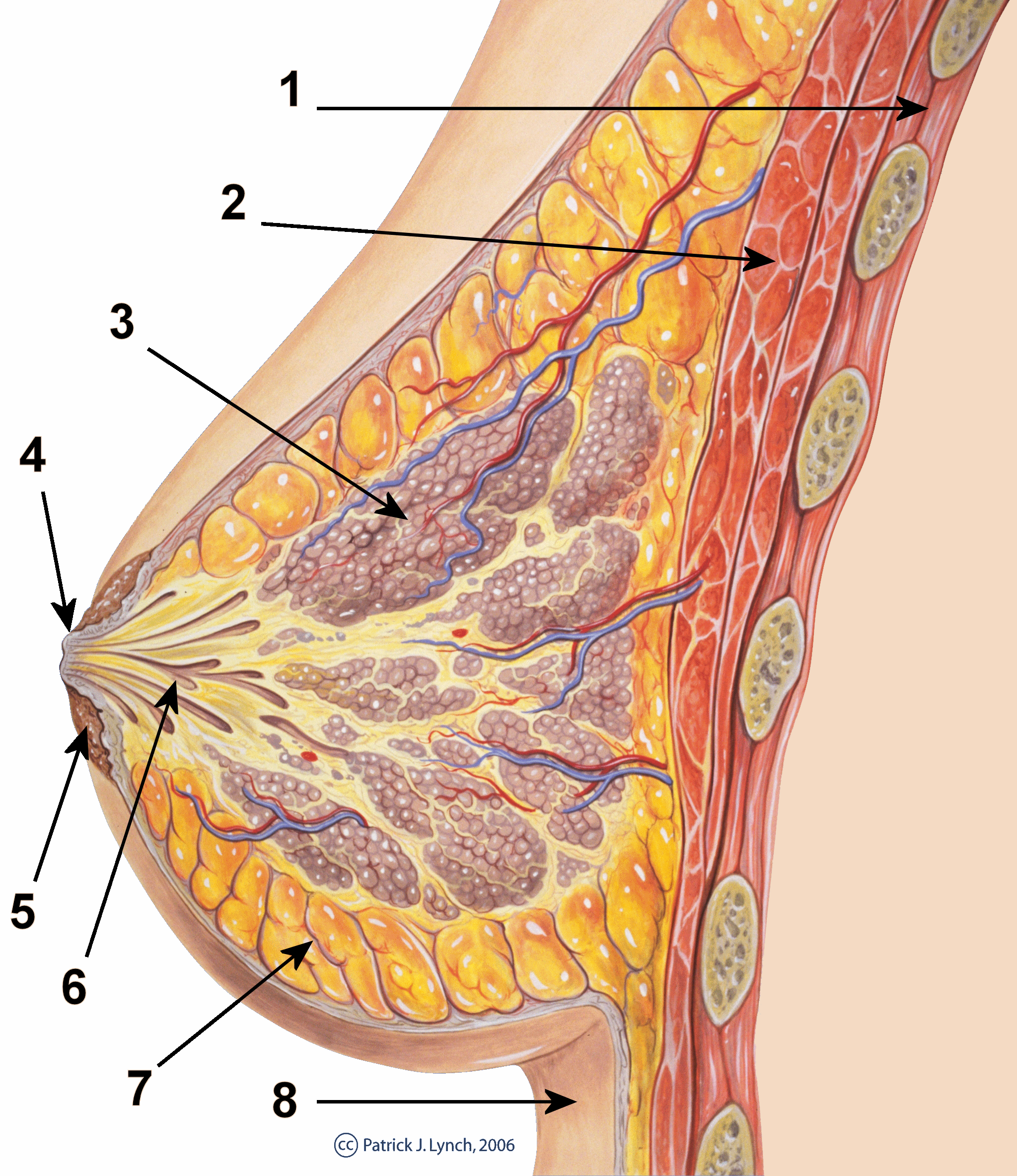
Schema ženského prsu: 5 - prsní dvorec

Prsní dvorec, v anatomii areola, (areola mammae), je přibližně kruhová oblast na prsu okolo bradavky s tmavším zabarvením oproti okolní kůži. Pod prsním dvorcem jsou u žen umístěny vývody mléčných žláz, které slouží ke kojení, ústící do bradavky. Dvorec samotný obsahuje nervové receptory sloužící ke spuštění uvolňování mateřského mléka.

## Barva
Barva dvorce se liší podle typu kůže od světle růžové po tmavě hnědou. Světlejší typy mají i světlejší dvorce a lidé s tmavším typem kůže mají i tmavší dvorce až případně k černé. U některých lidí může být prsní dvorec téměř neznatelný. Během těhotenství dostanou dvorce tmavší odstín. Tato změna prospívá orientaci kojenců a je většinou nevratná.
V Japonsku je pro ženy tmavnutí dvorců znakem stáří a používají mastičky na jejich zesvětlení.